# Vasula
Vasula är en ort i Estland. Den ligger i Tartu kommun och landskapet Tartumaa, i den sydöstra delen av landet, 160 km sydost om huvudstaden Tallinn. Vasula ligger 45 meter över havet och antalet invånare är 281.
Terrängen runt Vasula är platt. Runt Vasula är det glesbefolkat, med 16 invånare per kvadratkilometer. Närmaste större samhälle är Dorpat, 10,1 km söder om Vasula. Omgivningarna runt Vasula är en mosaik av jordbruksmark och naturlig växtlighet.